# Hannerup Kirke
Hannerup Kirke ligger i bydelen Hannerup i det vestlige Fredericia (Region Syddanmark). En særegen detalje er at væggen bag alteret er af glas, så man kan se ud på den omgivende natur.

## Eksterne kilder og henvisninger
- Hannerup Sogn på sogn.dk
- Hannerup Kirke på KortTilKirken.dk
- Hannerup Kirke på danmarkskirker.natmus.dk (Danmarks Kirker, Nationalmuseet)

- Wikimedia Commons har flere filer relateret til Hannerup Kirke